# Дмитриченко Микола Федорович
Микола Дмитриченко (нар. 19 грудня 1952, Снятин) — український науковець, колишній ректор Національного транспортного університету, завідувач кафедри виробництва, ремонту та матеріалознавства, доктор технічних наук, професор, Заслужений діяч науки і техніки України, Лауреат Державної премії України в галузі науки і техніки, дійсний член Академії педагогічних наук України (2016), Президент Транспортної Академії України.

## Життєпис
Народився 19 грудня 1952 у Снятині Івано-Франківської області в сім'ї вчителів. 1976 закінчив з відзнакою механічний факультет Київського інституту інженерів цивільної авіації, де пройшов шлях від аспіранта, асистента до професора, завідувача кафедри, проректора університету.
У 2000—2002 обіймав посаду начальника департаменту вищої освіти Міністерства освіти і науки України. Входив до складу комісії спеціалістів із розробки проєкту закону України «Про вищу освіту», Концепції розвитку дистанційної освіти в Україні та інших законодавчо-нормативних актів у галузі вищої освіти. З 2003 — ректор Національного транспортного університету та завідувач кафедри виробництва, ремонту та матеріалознавства.
Відомий спеціаліст у галузі машинознавства. Автор та співавтор понад 250 наукових праць, зокрема монографії «Еластогідродинаміка: теорія та практика», навчальних посібників: «Вища освіта та Болонський процес», «Триботехніка та основи надійності машин». Розробник низки нових методів підвищення зносостійкості та надійності машин.
Проходив стажування у вищих навчальних закладах Великобританії, США та Канади. Вільно володіє англійською.
Одружений. Має двох дітей — сина та дочку.

## Скандал довкола пам'ятника Пушкіну
Вранці 14 жовтня 2022 року, на Покрову, почалося переслідування Печерським управлінням поліції ГУНП у м. Києві громадських активістів, які брали участь у процесі демонтажу пам'ятника Олександру Пушкіна. Мотивом для цього стала заява до поліції, яка була подана ректором Національного транспортного університету Миколою Дмитриченком.
Микола Дмитриченко відомий репресіями проти студентів та співробітників за часів режиму Віктора Януковича. У 2010—2013 рр. за вказівкою Дмитриченка старости груп організовували студентів на «проплачені мітинги» на підтримку Партії регіонів та міністра освіти Дмитра Табачника — для створення картинки протидії громадській «АнтиТабачній кампанії». 24 серпня 2013 р. Віктор Янукович нагородив Миколу Дмитриченка орденом «За заслуги» І ступеня (Указ Президента України № 448/2013). А під час подій Революції Гідності 2013—2014 рр. за вказівкою одіозного ректора здійснювався моніторинг соціальних мереж студентів та працівників для подальшого відрахування прихильників Євромайдану.